# Клуб Дюма, или Тень Ришельё
«Клуб Дюма, или Тень Ришельё» (исп. El club Dumas o la sombra de Richelieu) — роман Артуро Переса-Реверте, вышедший в 1993 году. Другие названия романа: «Клуб Дюма. Девятые врата», «Клуб Дюма. Тень Ришельё».

## Сюжет
Действие романа «Клуб Дюма, или Тень Ришельё» происходит в особом мире — мире книг. Герои этой истории — библиофилы, букинисты, переплётчики и просто страстные любители литературы. Одни из них отдают предпочтение романам «плаща и шпаги», другие — детективам, третьи пытаются разгадать тайны, скрытые в трудах по демонологии.
Один из библиофилов, Варо Борха, очень богатый человек, нанял Лукаса Корсо для того, чтобы сравнить между собой три известных экземпляра уникального издания «Книга о девяти вратах в царство теней».
«Книга о девяти вратах в царство теней» («De Umbrarum Regni Novem Portis») была опубликована в 1666 году неким печатником Аристидом Торкьей. Аристид Торкья был обвинён Святой инквизицией в ереси, а затем сожжён на костре. Весь тираж «Девяти врат» был изъят и уничтожен. Ценность этого издания в том, что в мировых каталогах числятся всего три уцелевших экземпляра этого тиража.
Варо Борха говорит Лукасу, что ознакомился с протоколами допроса Аристида Торкьи, которые велись Святой инквизицией. Из показаний Торкьи, данных под пытками, следует, что остался единственный экземпляр «Девяти врат», который находится в недоступном месте. Это противоречие не даёт Борхе покоя. Хотя его экземпляр внесён во все каталоги мира, Борха заявляет Лукасу, что имеет основания считать свой экземпляр подделкой. Он хочет установить, какой из трёх экземпляров является настоящим.
Один из экземпляров находится у самого Борхи, второй — у Виктора Фаргаша (живёт в Синтре, предместье Лиссабона) и третий — в хранилище Фонда Унгерна (в Париже).
Попутно Лукас Корсо хочет выяснить аутентичность автографа Александра Дюма для своего приятеля Флавио Ла Понте.
Однако простое поручение оборачивается для Корсо большими неприятностями. Кто-то идёт по следу Корсо и убивает тех, с кем он встретился.
В конце романа большинству загадок даётся правдоподобное объяснение. Однако одной из загадок рационального объяснения нет, а тот вывод, который приходится сделать, на основании косвенных улик и намёков, является совершенно фантастическим…

## Персонажи

### Аристид Торкья
Аристид Торкья родился в 1620 году. Учился у семьи Эльзевиров в Лейдене, Нидерланды. После возвращения в Венецию он опубликовал небольшие работы на философские и эзотерические темы. В 1666 году Торкья опубликовал книгу De Umbrarum Regni Novem Portis («Девять дверей в царство теней»), которая, в свою очередь, была основана на «Delomelanicon» , или «Призыве тьмы» , произведении, предположительно написанном Люцифером и позволяющем читателю вызывать дьяволов. Аристид Торкья был обвинён Святой инквизицией в ереси, а затем, в 1667 году сожжён на костре. Весь тираж «Девяти врат» был изъят и уничтожен.

## Экранизация
«Девятые врата» (англ. The Ninth Gate) — мистический фильм Романа Полански по мотивам романа. Премьера фильма состоялась 25 августа 1999 года. Главные роли исполнили Джонни Депп, Лена Олин, Фрэнк Ланджелла и Эмманюэль Сенье.